# Урсіч
Урсіч (рум. Ursici) — село у повіті Хунедоара в Румунії. Входить до складу комуни Бошород.
Село розташоване на відстані 269 км на північний захід від Бухареста, 33 км на південний схід від Деви, 136 км на південь від Клуж-Напоки, 145 км на схід від Тімішоари.

## Населення
За даними перепису населення 2002 року у селі проживали 111 осіб, усі — румуни. Усі жителі села рідною мовою назвали румунську.